# Hans Uthemann
Alfred Eduard David Hans Uthemann (* 6. November 1866 in Ronsdorf (heute Stadtteil von Wuppertal); † 25. Februar 1931 in Kiel) war ein deutscher Vizeadmiral.

## Leben
Hans war der Sohn von Wilhelm Adolf Uthemann und dessen Ehefrau Maria geb. von Schenk. Seit dem 6. August 1896 war Uthemann mit Anna Auguste Henriette geb. Schenck-Grothe verheiratet. Sein Bruder Walther Uthemann war als Marine-Generaloberstabsarzt mit dem Rang eines Admirals ebenfalls Marineoffizier.
Nach dem Besuch des Gymnasiums in Kassel trat Uthemann am 16. April 1886 als Kadett in die Kaiserliche Marine ein. Nach seiner Grundausbildung absolvierte er die Marineschule Kiel. Anschließend versah er Dienst auf der Kreuzerfregatte Moltke und war von Mai bis Ende September 1889 bei der I. Torpedo-Abteilung tätig. Kurzzeitig fungierte er von Oktober bis Anfang Dezember 1891 als Wachoffizier auf dem Panzerschiff Kronprinz und trat anschließend die Ausreise nach Deutsch-Ostafrika an. Hier diente Uthemann als Wachoffizier auf dem Kanonenboot Möwe, das vor Ostafrika im Stationsdienst lag. Mitte Dezember 1893 kehrte er nach Deutschland zurück. Nach Verwendungen bei der Torpedowaffe und der Absolvierung der Kieler Marineakademie wurde Uthemann Anfang Mai 1900 als Kapitänleutnant in den Admiralstab der Kaiserlichen Marine versetzt.
Er wurde Kommandeur der II. Torpedo-Division in Wilhelmshaven und überführte als Kommandant die Linienschiffe Brandenburg und  Kurfürst Friedrich Wilhelm in die Türkei. 1913 wurde er als Kapitän zur See Kommandant des Linienschiffs Schleswig-Holstein. Während des Ersten Weltkriegs wurde Uthemann am 17. Dezember 1916 Konteradmiral und Inspekteur des Torpedowesens. Nach Kriegsende wurde er am 15. Juli 1919 verabschiedet und erhielt am 4. September 1919 noch den Charakter als Vizeadmiral.
Seit dem 23. November 1920 war er Konkneipant des Corps Holsatia, das ihn am 24. Juli 1921 als Corpsschleifenträger philistrierte.  Während seines Ruhestandes hörte Uthemann Geschichtsvorlesungen an der Christian-Albrechts-Universität zu Kiel. Bis zu seinem Tode war er in verantwortlicher Position beim Deutschen Roten Kreuz und in der Studentenhilfe tätig. Daneben war er ehrenamtlicher Beisitzer beim Versorgungsgericht. Er war ein ausgesprochener Freund und Förderer junger Menschen.

## Auszeichnungen
- Roter Adlerorden III. Klasse mit der Schleife[5]
- Königlicher Kronen-Orden (Preußen) II. Klasse[5]
- Eisernes Kreuz (1914) II. und I. Klasse[5]
- Preußisches Dienstauszeichnungskreuz[5]
- Friedrich-August-Kreuz II. Klasse[5]